# Chimonobambusa luzhiensis
Chimonobambusa luzhiensis là một loài thực vật có hoa trong họ Hòa thảo. Loài này được (Keng) K.M.Lan mô tả khoa học đầu tiên năm 1988.